# So Far, So Good… So What!
So Far, So Good… So What! (engl. für: „So weit, so gut… na und!“) ist das dritte Studioalbum der amerikanischen Thrash-Metal-Band Megadeth. Es erschien im Januar 1988 bei Combat/Capitol. Es war das einzige Album mit Gitarrist Jeff Young und Schlagzeuger Chuck Behler, beide wurden nach der folgenden Tour wieder entlassen. Das Album war vor allem in den USA der kommerzielle Durchbruch für die Band. In den USA und Kanada erreichte das Album Platinstatus. Singles waren In My Darkest Hour, Mary Jane und Anarchy in the U.K.

## Entstehung
Vor den Aufnahmen zu So Far, So Good… So What! wurden Schlagzeuger Gar Samuelson und Gitarrist Chris Poland, die wie Bassist David Ellefson und Bandleader Dave Mustaine Drogenprobleme hatten, durch Chuck Behler und Jeff Young, letzterer Absolvent einer Musikschule, ersetzt. Unter anderem wurde während des Studioaufenthalts Ende 1987 auch das Sex-Pistols-Cover Anarchy in the U.K. aufgenommen, dabei war der frühere Sex-Pistols-Gitarrist Steve Jones beteiligt. Mustaine bezeichnete die Produktion des Albums als „horrible, mostly due to substances and the priorities we had or didn’t have at the time…“, als schrecklich, überwiegend wegen der „Substanzen“ (Drogen) und der Prioritäten, „die wir zu der Zeit hatten oder nicht hatten“. Mustaine hatte sich während des Abmischens in Woodstock, New York, mit Co-Produzent Paul Lani überworfen, so dass der Endmix in Los Angeles von Michael Wagener besorgt wurde. Die „Paul Lani Mixes“ sind auf der späteren Wiederveröffentlichung von 2004 enthalten.

## Titelliste
1. Into the Lungs of Hell – 3:30 (Instrumental)
2. Set the World Afire – 5:48
3. Anarchy in the U.K. – 3:47 (Johnny Rotten, Steve Jones, Glen Matlock)
4. Mary Jane – 3:41 (Musik: Mustaine. Text: Mustaine, Ellefson)
5. 502 – 3:29
6. In My Darkest Hour – 6:16 (Musik: Mustaine, Young. Text: Mustaine, Ellefson)
7. Liar – 3:20 (Musik: Mustaine, Ellefson. Text: Mustaine)
8. Hook in Mouth – 4:48 (Musik: Mustaine, Ellefson, Young. Text: Mustaine)

Musik und Texte wurden von Dave Mustaine geschrieben, wenn nicht anders angegeben. Die remasterte Wiederveröffentlichung von 2004 enthielt zusätzlich die „Paul-Lani-Mix“-Stücke Into the Lungs of Hell, Set the World Afire, Mary Jane und In My Darkest Hour.

## Rezeption

### Pressestimmen
Über So Far, So Good… So What! gingen die Kritikermeinungen auseinander. Steve Huey von allmusic.com schrieb, das Album sei „ein größtenteils uninspiriertes Unterfangen“, auch gingen die Texte eher in den Bereich der „Selbst-Parodie“. Das Cover Anarchy in the U.K.  sei in Megadeths kontrolliertem Stil enttäuschend. Das Album wurde mit zweieinhalb von fünf Sternen bewertet, ebenso die Wiederveröffentlichung, die Jason Birchmeier als „nicht drastisch verbessert“ ansah. Ganz anders bewertete Holger Stratmann im damaligen Rock Hard das Album, er nannte es ein „Meisterwerk“, das zwar nicht besser sei als der „Überhammer“ Peace Sells… But Who’s Buying?, aber die volle Punktzahl zehn bekommt. In seiner späteren Bestenliste mit 500 von der Redaktion ausgewählten Alben setzte das Magazin So Far, So Good… So What! auf Platz 75. Einige Stücke, wie etwa der „düstere Midtempo-Stampfer“ In My Darkest Hour – von Mustaine nach dem Tod des Metallica-Bassisten Cliff Burton geschrieben –, seien auch heute noch „Highlights in der Karriere“ Megadeths, nur am Gesang schieden „sich freilich bis heute die Geister“.

### Chartplatzierungen
| ChartsChartplatzierungen       | Höchstplatzierung | Wochen |
| ------------------------------ | ----------------- | ------ |
| Deutschland (GfK)              | 27 (10 Wo.)       | 10     |
| Schweiz (IFPI)                 | 28 (2 Wo.)        | 2      |
| Vereinigtes Königreich (OCC)   | 18 (5 Wo.)        | 5      |
| Vereinigte Staaten (Billboard) | 28 (23 Wo.)       | 23     |